# Bupleurum zoharii
Bupleurum zoharii är en flockblommig växtart som beskrevs av Sven E. Snogerup. Bupleurum zoharii ingår i släktet harörter, och familjen flockblommiga växter. Inga underarter finns listade i Catalogue of Life.